# Le giornate dell'amore/Chi mi manca è lui
Le giornate dell'amore/Chi mi manca è lui è un 45 giri della cantante italiana Iva Zanicchi, pubblicato nel settembre del 1973.
Entrambi i brani saranno inseriti all'interno dell'album Le giornate dell'amore pubblicato nell'ottobre 1973.
Nel novembre dello stesso anno il lato B, Chi mi manca è lui, venne scelto come sigla finale di un ciclo (il 29°) della trasmissione radiofonica Gran varietà.

## Tracce
Lato A
- Le giornate dell'amore - 4:05 - (Camillo e Corrado Castellari)

Lato B
- Chi mi manca è lui - 3:40 - (Albertelli - R. Soffici - M. Guantini)